# Drum național 2G
Der Drum național 2G (rumänisch für „Nationalstraße 2G“, kurz DN2G) ist eine Hauptstraße in Rumänien.

## Verlauf
Die Straße zweigt in Comănești vom Drum național 12A nach Norden ab und führt über Moinești und weiter in nordöstlicher Richtung über Ardeoani in die Kreishauptstadt Bacău, wo sie auf den Drum național 2 (zugleich Europastraße 85) trifft und an diesem endet.
Die Länge der Straße beträgt rund 56 km.